# Turner Field
Le Turner Field (auparavant Centennial Olympic Stadium, surnommé The Ted) est un stade de baseball situé près du site de l'ancien Atlanta-Fulton County Stadium (aujourd'hui démoli) au sud-est de l'intersection entre l'Interstate 85 et l'Interstate 20 à Atlanta en Géorgie. Le stade a été baptisé Turner Field d'après le nom du propriétaire des Braves d'Atlanta, Ted Turner (c'est pour cela que le bâtiment est surnommé The Ted). 
Du 4 avril 1997 au 2 octobre 2016, il est le domicile des Braves d'Atlanta de la Ligue majeure de baseball. Ceux-ci quittent pour le SunTrust Park en 2017. 
Le Turner Field a une capacité de 49 583 places et il dispose de 59 suites de luxe et 3 party suites. Au nord du stade se trouvent 8 500 places de parking.

## Histoire
À l'origine construit pour les Jeux olympiques d'été de 1996 à Atlanta, le Turner Field est maintenant un emplacement pour observer les matchs de baseball. Avec un Atlanta-Fulton County Stadium vieillissant, les Braves voulaient le remplacer pour bâtir une nouvelle enceinte vers la fin des années 1980. Avec l'annonce que les Jeux olympiques d'été de 1996 seraient joués à Atlanta, la ville et les Braves ont joint leurs forces pour construire un stade. Il accueillerait les Jeux olympiques en premier temps et serait ensuite converti en stade de baseball. La conception de l'édifice fut confiée à une équipe de firmes architecturale appelée Atlanta Stadium Design Team (Heery International, Rosser International, Williams-Russell and Johnson et Ellerbe Becket). L'extérieur est en brique et en pierre calcaire, semblables à d'autres stades. Des gradins provisoires ont été construits dans le hors champ pour tenir compte d'une plus grande capacité pour les Jeux olympiques avec 85 000 places. Le stade fut inauguré le 19 juillet 1996 avec l'ouverture des JO sous le nom de Centennial Olympic Stadium et il coûta $235 millions de dollars (financé par le Atlanta Committee for the Olympic Games). Après que les Jeux furent terminés, le stade a été reconverti en terrain de baseball de 49 831 places (plus tard augmenté à 50 096 places). Les colonnes qui ont soutenu les gradins provisoires sont maintenant des poteaux qui entoure la Monument Grove plaza.
Construit à côté du Atlanta-Fulton County Stadium, les Braves ont joué leurs premier match inauguratif au Turner Field le 4 avril 1997 contre les Cubs de Chicago.
Ce fut le site du Match des étoiles de la Ligue majeure de baseball 2000 (MLB All-Star Game) le 11 juillet 2000.
L'affluence enregistrée la plus élevée pour un match de saison des Braves à Atlanta est de 53 953 spectateurs le 21 juillet 2007, contre les Cardinals de Saint-Louis. Celle pour les playoffs est de 54 357 spectateurs le 5 octobre 2003, contre les Cubs de Chicago.
Les Braves joueront au SunTrust Park. Cela s'explique par le fait que même si l'enceinte est plutôt récente pour un stade, elle est trop peu accessible par les transports, surtout dans une ville connue pour son trafic saturé.
En 2017, le stade est alors reconverti, pour la seconde fois en 20 ans, pour en faire l'enceinte de l'équipe de football américain de Panthers de Georgia State, le Center Parc Stadium, pour une capacité réduite à 24 000 places.

### Liens externes

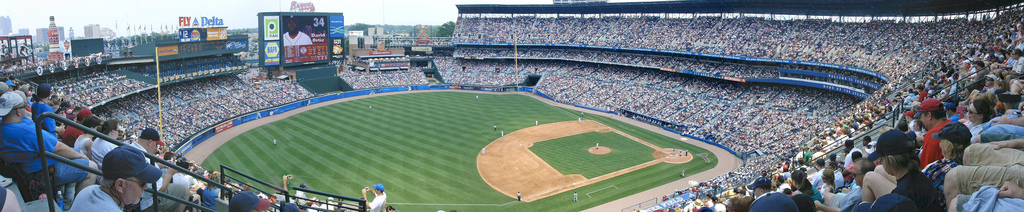

## Description
En arrivant au stade, beaucoup de visiteurs garent leurs véhicules au nord du stade dans l'immense parking de 8 500 places. Marchant vers le stade, ils passent au-dessus de l'ancien emplacement du Atlanta-Fulton County Stadium. Il y a beaucoup d'entrées autour du stade, la plupart des visiteurs entrant par la Grand Entry Plaza. À l'intérieur de cette zone est inclus un secteur de divertissement avec la Scouts Alley et le Tooner Field. Une photographie (30 mètres de diamètre) du 715e Coup de circuit de Hank Aaron domine la Plaza près du tableau d'affichage. À côté de la Plaza se situe le Braves Hall of Fame (Temple de la renommée) et le Monument Grove.
Lorsqu'on entre dans le stade on se trouve au niveau du terrain. Des rampes, des escaliers, et des escalators permettent d'accéder au niveau de la terrasse, au Lexus level, et aux niveaux supérieurs. Le Lexus level se situe entre les suites et le Terrace level. Le 755 Club restaurant est un restaurant privé situé au Club level au-dessus du champ gauche. Le Coca-Cola Sky Field est une zone qui dispose de tables de pique-nique, des vues du stade et de la ville d'Atlanta, et une bouteille géante de Coke de 11 mètres. Avant la saison 2005 le stade subit quelques rénovations et parmi les améliorations, l'installation d'un écran géant haute définition de 24 mètres sur 22 mètres pour $10 millions de dollars, il fut mentionné dans le Guinness des records comme le plus grand du monde. Depuis lors, d'autres stades comprenant le Dolphin Stadium à Miami, le Darrell K. Royal-Texas Memorial Stadium à Austin (Texas), et un hippodrome à Tokyo en ont installé de plus grands.
Les attractions au Turner Field incluent : La Turner Beach, celle-ci est située sur le Lexus Level dans le champ droit donnant sur le terrain et comportant un bar, des vendeurs de nourriture, un secteur de pique-nique, et des chaises longues. Monument Grove est située dans la Grand Plaza Entrance et inclut des statues de Hank Aaron, Phil Niekro, Ty Cobb, et beaucoup d'autres grands joueurs. La Scouts Alley est située derrière les sièges du champ gauche et est un endroit où les visiteurs peuvent se renseigner sur le scoutisme. Ce secteur permet également de tester ses capacités au lancer et au coup de bâton. Des jeux de culture générale et d'autres activités interactives sont localisés dans cette zone. Le Braves Chop House est un restaurant de 743 mètres carrés situé au-dessus du bullpen des Braves, qui permet à des spectateurs de diner pendant le match. Le Braves Clubhouse Store est situé dans le secteur de la Plaza et comporte un grand choix de produits sur les Braves d'Atlanta. Avant le début de la saison 2005, les Braves ont dépensé $15 millions dans les améliorations du Turner Field. Ceci a inclus un nouveau tableau d'affichage haute définition et un nouveau restaurant a été construit dans le champ droit. Avec ces améliorations, l'équipe espère augmenter l'affluence au stade.

## Événements
- Jeux olympiques d'été de 1996 (voir : Centennial Olympic Stadium), 19 juillet - 4 août 1996
- World Series, 1999
- Match des étoiles de la Ligue majeure de baseball 2000, 11 juillet 2000

## Dimensions
- Left Field (Champ gauche) - 335 pieds (102 mètres)
- Left-Center - 380 ' (116 m)
- Center Field (Champ central) - 401 ' (122 m)
- Right-Center - 390 ' (119 m)
- Right Field (Champ droit) - 330 ' (100.5 m)
- Backstop - 53 ' (16 m)

## Galerie

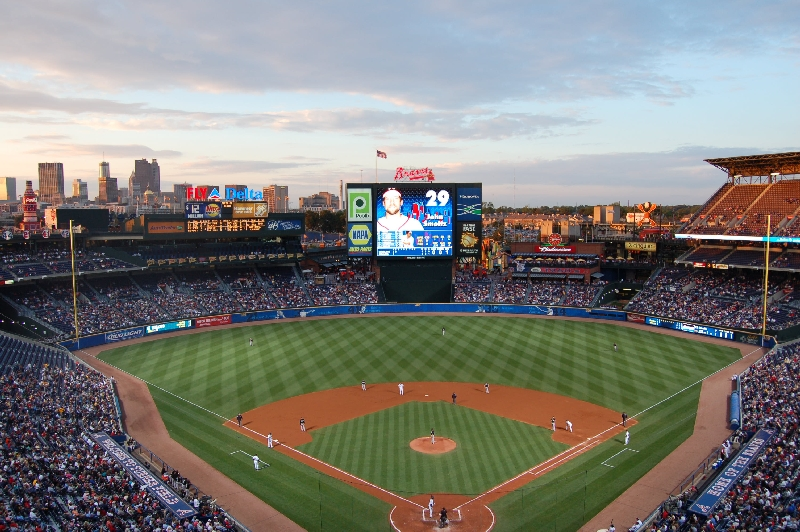
Vue intérieure (2006)
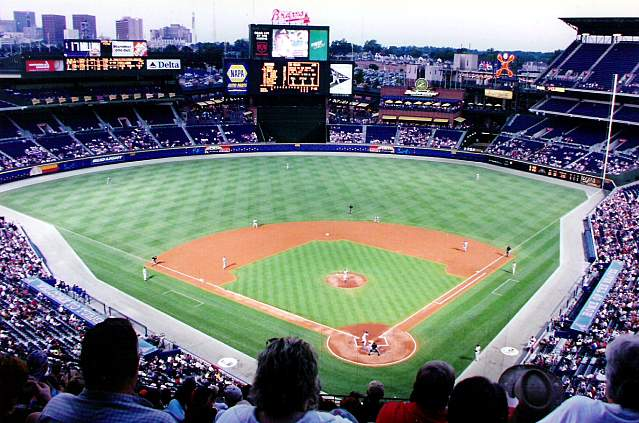
Vue intérieure (2004)
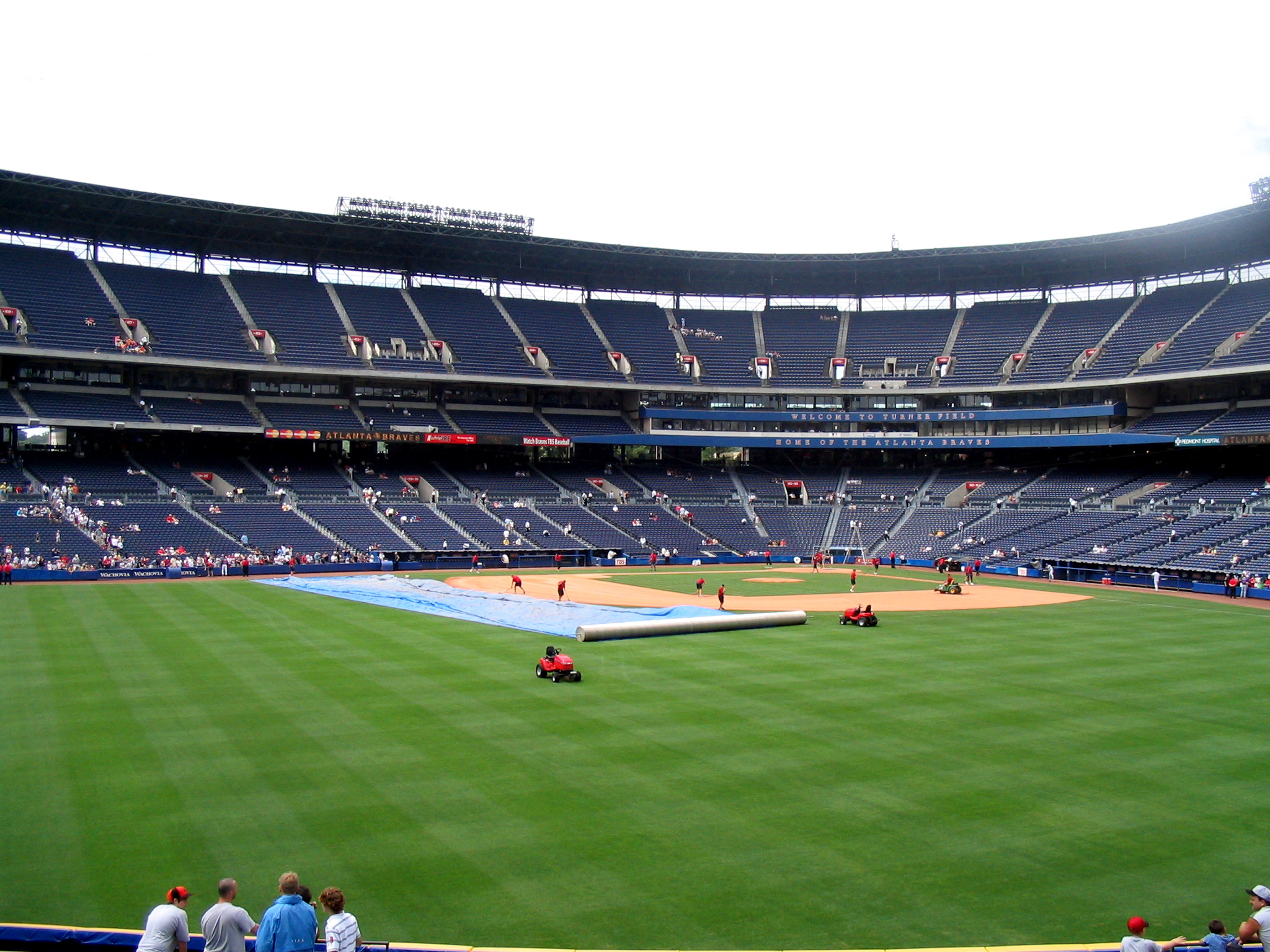
Le terrain
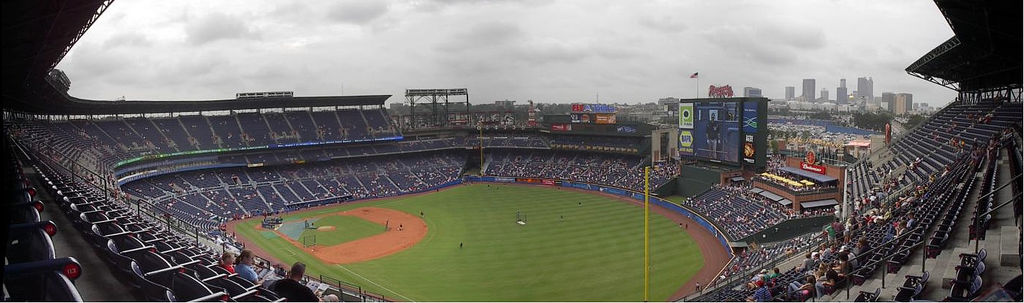
Panorama